# Audrey Patterson
Audrey "Mickey" Patterson, född 27 september 1926 i New Orleans, död 23 augusti 1996 i National City, Kalifornien, var en amerikansk friidrottare.
Patterson blev olympisk bronsmedaljör på 200 meter vid sommarspelen 1948 i London.